# Inge
| Drenge- | Drenge-   | Pige- | Pige-    | Efter- | Efter-      |
| ------- | --------- | ----- | -------- | ------ | ----------- |
| 1       | Peter     | 1     | Anne     | 1      | Nielsen     |
| 2       | Michael   | 2     | Mette    | 2      | Jensen      |
| 3       | Lars      | 3     | Kirsten  | 3      | Hansen      |
| 4       | Jens      | 4     | Hanne    | 4      | Andersen    |
| 5       | Thomas    | 5     | Anna     | 5      | Pedersen    |
| 6       | Henrik    | 6     | Helle    | 6      | Christensen |
| 7       | Søren     | 7     | Maria    | 7      | Larsen      |
| 8       | Christian | 8     | Susanne  | 8      | Sørensen    |
| 9       | Martin    | 9     | Lene     | 9      | Rasmussen   |
| 10      | Jan       | 10    | Marianne | 10     | Jørgensen   |

Inge og Inga er et pigenavn med tilknytning til guden Ing eller Yngvi, eller en kortform af navne startende på "Ing-", f.eks. Ingeborg. Se også Inger. 
Ingvinernes stamme tog sit navn efter guden, dvs. "venner af Ing",  kendt fra Beovulf-kvadet, hvor Hrothgar kaldes "ingvinernes herre". 
Gudenavnet Ing/Yngvi kommer fra protogermansk *Ingwaz med betydningen "mand", og "søn af", sandsynligvis det oprindelige navn på guden Frej (i Sverige omtalt som "Yngvi-Freyr", den påståede stamfar til ynglingeætten). Navnet optræder i Tacitus' Germania, i Beovulf-kvadet og i Snorres Ynglingesaga.
I Norge og Sverige er Inge naturligt nok et mandsnavn, da det er knyttet til den mandlige gud Yngve-Frej.

## Kendte kvinder med navnet
- Inge Dahl-Sørensen, dansk politiker.
- Inge Eriksen, dansk forfatter.
- Inge Fischer Møller, dansk politiker og socialrådgiver.
- Inge Genefke, dansk læge og menneskerettighedsforkæmper.
- Inge Hegeler, dansk psykolog og forfatter.
- Inge Hvid-Møller, dansk skuespiller.
- Inge Krogh, dansk læge og politiker.
- Inge Lehmann, dansk statsgeodæt, seismolog og professor.
- Inga Nielsen, dansk operasanger.
- Inga Schultz, dansk skuespiller.
- Inge Sørensen, dansk svømmer ("lille henrivende Inge").
- Inga Tidblad, svensk skuespiller.
- Inge Østergaard, dansk sanger.
- Inge Aasted, dansk sanger, børnebogsforfatter og radioværtinde i "Godnat for de små".

## Kendte mænd med navnet
- Inge Stenkilsson, svensk konge.
- Inge Krogryg (ca. 1134/1135 - 1161), norsk konge.
- Inge Bårdsson (1185-1217), norsk konge.
- Inge Lønning (1938–2013), norsk teolog og politiker.
- Kjell Inge Røkke, norsk forretningsmand.

## Navnet anvendt i fiktion
- Inga, Katinka og Smukke Charlie på sin Harley er titlen på et af Gasolins store hits.